# Championnats d'Europe de judo
Les Championnats d'Europe de judo sont une compétition de judo où s'affrontent les représentants de pays européens, dans le cadre d’un certain nombre d’épreuves. Organisé par l'Union européenne de judo (UEJ), ce rendez-vous se déroule tous les ans depuis 1951 . Cette année-là, les premiers championnats d'Europe ont lieu  en France, à Paris où les judokas français  remportent toutes les catégories ainsi que l’épreuve par équipes. En 1975, le premier championnat d'Europe féminin est organisé à Munich, douze ans avant la réunification des compétitions féminines et masculines dans un même championnat, en 1987.

## Toutes les éditions
| n° | Édition | Ville hôte            | Pays hôte            | Meilleure nation     |
| -- | ------- | --------------------- | -------------------- | -------------------- |
| 1  | 1951    | Paris                 | France               | France               |
| 2  | 1952    | Paris                 | France               | France               |
| 3  | 1953    | Londres               | Royaume-Uni          | Pays-Bas             |
| 4  | 1954    | Bruxelles             | Belgique             | Belgique             |
| 5  | 1955    | Paris                 | France               | France               |
| 6  | 1957    | Rotterdam             | Pays-Bas             | Pays-Bas             |
| 7  | 1958    | Barcelone             | Espagne              | France               |
| 8  | 1959    | Vienne                | Autriche             | France               |
| 9  | 1960    | Amsterdam             | Pays-Bas             | Pays-Bas             |
| 10 | 1961    | Milan                 | Italie               | Pays-Bas             |
| 11 | 1962    | Essen                 | Allemagne de l'Ouest | France               |
| 12 | 1963    | Genève                | Suisse               | France               |
| 13 | 1964    | Berlin-Ouest          | Allemagne de l'Ouest | Union soviétique     |
| 14 | 1965    | Madrid                | Espagne              | Union soviétique     |
| 15 | 1966    | Luxembourg            | Luxembourg           | Union soviétique     |
| 16 | 1967    | Rome                  | Italie               | Union soviétique     |
| 17 | 1968    | Lausanne              | Suisse               | Union soviétique     |
| 18 | 1969    | Ostende               | Belgique             | Pays-Bas             |
| 19 | 1970    | Berlin-Est            | Allemagne de l'Est   | Allemagne de l'Est   |
| 20 | 1971    | Göteborg              | Suède                | France               |
| 21 | 1972    | Voorburg              | Pays-Bas             | France               |
| 22 | 1973    | Madrid                | Espagne              | Union soviétique     |
| 23 | 1974    | Londres               | Royaume-Uni          | Union soviétique     |
| 24 | 1975    | Lyon (hommes)         | France               | Union soviétique     |
| 1  | 1975    | Munich (femmes)       | Allemagne de l'Ouest | France               |
| 25 | 1976    | Kiev (hommes)         | Union soviétique     | Union soviétique     |
| 2  | 1976    | Vienne (femmes)       | Autriche             | France               |
| 26 | 1977    | Ludwigshafen (hommes) | Allemagne de l'Ouest | Union soviétique     |
| 3  | 1977    | Arlon (femmes)        | Belgique             | Allemagne de l'Ouest |
| 27 | 1978    | Helsinki (hommes)     | Finlande             | Allemagne de l'Est   |
| 4  | 1978    | Cologne (femmes)      | Allemagne de l'Ouest | Allemagne de l'Ouest |
| 28 | 1979    | Bruxelles (hommes)    | Belgique             | Union soviétique     |
| 5  | 1979    | Kerkrade (femmes)     | Pays-Bas             | Allemagne de l'Ouest |
| 29 | 1980    | Vienne (hommes)       | Autriche             | Union soviétique     |
| 6  | 1980    | Udine (femmes)        | Italie               | Allemagne de l'Ouest |
| 30 | 1981    | Debrecen (hommes)     | Hongrie              | Union soviétique     |
| 7  | 1981    | Madrid (femmes)       | Espagne              | Allemagne de l'Ouest |
| 31 | 1982    | Rostock (hommes)      | Allemagne de l'Est   | Union soviétique     |
| 8  | 1982    | Oslo (femmes)         | Norvège              | Autriche             |
| 32 | 1983    | Paris (hommes)        | France               | Union soviétique     |
| 9  | 1983    | Gènes (femmes)        | Italie               | Royaume-Uni          |
| 33 | 1984    | Liège (hommes)        | Belgique             | Union soviétique     |
| 10 | 1984    | Pirmasens (femmes)    | Allemagne de l'Ouest | France               |
| 34 | 1985    | Hamar (hommes)        | Norvège              | Union soviétique     |
| 11 | 1985    | Landskrona (femmes)   | Suède                | Allemagne de l'Ouest |
| 35 | 1986    | Belgrade (hommes)     | Yougoslavie          | Hongrie              |
| 12 | 1986    | Londres (femmes)      | Royaume-Uni          | France               |
| 36 | 1987    | Paris                 | France               | France               |
| 37 | 1988    | Pampelune             | Espagne              | France               |
| 38 | 1989    | Helsinki              | Finlande             | France               |
| 39 | 1990    | Francfort             | Allemagne            | France               |
| 40 | 1991    | Prague                | Tchécoslovaquie      | Pays-Bas             |
| 41 | 1992    | Paris                 | France               | France               |
| 42 | 1993    | Athènes               | Grèce                | France               |
| 43 | 1994    | Gdańsk                | Pologne              | Russie               |
| 44 | 1995    | Birmingham            | Royaume-Uni          | Pays-Bas             |
| 45 | 1996    | La Haye               | Pays-Bas             | Pays-Bas             |
| 46 | 1997    | Ostende               | Belgique             | Belgique             |
| 47 | 1998    | Oviedo                | Espagne              | Espagne              |
| 48 | 1999    | Bratislava            | Slovénie             | France               |
| 49 | 2000    | Wrocław               | Pologne              | France               |
| 50 | 2001    | Paris                 | France               | Belgique             |
| 51 | 2002    | Maribor               | Slovénie             | France               |
| 52 | 2003    | Düsseldorf            | Allemagne            | Russie               |
| 53 | 2004    | Bucarest              | Roumanie             | Espagne              |
| 54 | 2005    | Rotterdam             | Pays-Bas             | Pays-Bas             |
| 55 | 2006    | Tampere               | Finlande             | France               |
| 56 | 2007    | Belgrade              | Serbie               | France               |
| 57 | 2008    | Lisbonne              | Portugal             | Pays-Bas             |
| 58 | 2009    | Tbilissi              | Géorgie              | Russie               |
| 59 | 2010    | Vienne                | Autriche             | Hongrie              |
| 60 | 2011    | Istanbul              | Turquie              | France               |
| 61 | 2012    | Tcheliabinsk          | Russie               | Russie               |
| 62 | 2013    | Budapest              | Hongrie              | France               |
| 63 | 2014    | Montpellier           | France               | France               |
| 64 | 2015    | Bakou                 | Azerbaïdjan          | France               |
| 65 | 2016    | Kazan                 | Russie               | France               |
| 66 | 2017    | Varsovie              | Pologne              | Russie               |
| 67 | 2018    | Tel Aviv              | Israël               | Russie               |
| 68 | 2019 *  | Minsk                 | Biélorussie          | Russie               |
| 69 | 2020    | Prague                | Tchéquie             | France               |
| 70 | 2021    | Lisbonne              | Portugal             | Kosovo               |
| 71 | 2022    | Sofia                 | Bulgarie             | France               |
| 72 | 2023    | Montpellier           | France               | France               |
| 73 | 2024    | Zagreb                | Croatie              | Géorgie              |
| 74 | 2025    | Podgorica             | Monténégro           | France               |

(*) En ce qui concerne l'édition 2019, ce sont les compétitions qui se sont déroulées dans le cadre des Jeux européens qui ont fait office de Championnat d'Europe .
L'édition 2020, initialement prévue du 1er au 3 mai, a été reportée à la fin d'année (du 19 au 21 novembre), en raison de la pandémie de Covid-19.

## Championnats d'Europe par équipes
En 1951, dès la création des Championnats d’Europe,  une compétition par équipes est associée aux épreuves individuelles. À partir de 1979, elle en est cependant dissociée pour être disputée indépendamment, lors d’un tournoi spécifique qui se déroule généralement en fin d’année. À partir de 2010, elle est néanmoins intégrée à nouveau dans le programme des championnats d’Europe, aux côtés des épreuves individuelles. Elle est accompagnée par une compétition féminine qui a vu le jour en 1985 et s’est jointe au tournoi masculin.

## Championnats d'Europe toutes catégories
Jusqu’en 2002, l’épreuve « toutes catégories » ou « open » est au programme des championnats d’Europe de judo individuels. Lors de son congrès 2003, le 5 décembre, à Londres, l’UEJ décide cependant de l’en dissocier et d’en modifier le format. Il est ainsi prévu que les « toutes catégories » s’affronteront dorénavant lors d’une compétition distincte, un « Grand prix » où chaque nation concernée aura la possibilité d’engager trois athlètes masculins et trois féminines. Entre 2004 et 2007, quatre de ces grands prix se dérouleront ainsi en fin d’année, au mois de décembre.

## Répartition par nations de toutes les médailles individuelles des championnats d'Europe
Dans ce tableau, sont comptabilisées toutes les médailles des compétitions individuelles masculines et féminines, y compris celles obtenues lors des épreuves « toutes catégories » des éditions 2004, 2005, 2006 et 2007. 
Tableau mis à jour après l’édition 2025. 
Pour la répartition des titres par équipes voir Championnats d'Europe par équipes de judo.
| Rang  | Nation                       | Or  | Argent | Bronze | Total |
| ----- | ---------------------------- | --- | ------ | ------ | ----- |
| 1     | France                       | 207 | 143    | 244    | 594   |
| 2     | Pays-Bas                     | 98  | 72     | 152    | 322   |
| -     | Union soviétique             | 75  | 55     | 66     | 196   |
| 3     | Russie                       | 62  | 55     | 82     | 199   |
| 4     | Royaume-Uni                  | 48  | 63     | 119    | 230   |
| 5     | Belgique                     | 46  | 38     | 91     | 175   |
| -     | Allemagne de l'Ouest         | 38  | 45     | 93     | 176   |
| 6     | Géorgie                      | 34  | 40     | 51     | 125   |
| 7     | Allemagne                    | 28  | 35     | 86     | 149   |
| 8     | Espagne                      | 28  | 33     | 75     | 136   |
| 9     | Italie                       | 27  | 61     | 90     | 178   |
| 10    | Autriche                     | 26  | 34     | 71     | 131   |
| -     | Allemagne de l'Est           | 26  | 24     | 71     | 121   |
| 11    | Pologne                      | 20  | 30     | 75     | 125   |
| 12    | Hongrie                      | 19  | 30     | 56     | 104   |
| 13    | Roumanie                     | 19  | 13     | 32     | 64    |
| 14    | Azerbaïdjan                  | 17  | 18     | 28     | 63    |
| 15    | Ukraine                      | 16  | 11     | 26     | 53    |
| 16    | Portugal                     | 12  | 10     | 22     | 44    |
| 17    | Turquie                      | 12  | 5      | 30     | 47    |
| 18    | Slovénie                     | 11  | 11     | 30     | 52    |
| 19    | Israël                       | 10  | 13     | 30     | 53    |
| 20    | Kosovo                       | 9   | 4      | 11     | 24    |
| 21    | Biélorussie                  | 7   | 8      | 25     | 40    |
| NC    | Athlètes individuels neutres | 7   | 5      | 6      | 18    |
| 22    | Suisse                       | 5   | 8      | 22     | 35    |
| 23    | Finlande                     | 4   | 5      | 7      | 16    |
| 24    | Tchéquie                     | 4   | 1      | 3      | 8     |
| 25    | Estonie                      | 3   | 4      | 12     | 19    |
| -     | Tchécoslovaquie              | 2   | 9      | 25     | 36    |
| 26    | Suède                        | 2   | 6      | 21     | 29    |
| 27    | Serbie                       | 2   | 6      | 3      | 11    |
| 28    | Moldavie                     | 2   | 4      | 7      | 13    |
| 28    | Grèce                        | 2   | 4      | 7      | 13    |
| 30    | Arménie                      | 2   | 3      | 4      | 9     |
| 31    | Bulgarie                     | 1   | 10     | 20     | 31    |
| -     | Yougoslavie                  | 1   | 6      | 17     | 24    |
| 32    | Bosnie-Herzégovine           | 1   | 3      | 2      | 6     |
| 33    | Croatie                      | 1   | 1      | 10     | 12    |
| 34    | Lettonie                     | 0   | 3      | 7      | 10    |
| 35    | Slovaquie                    | 0   | 3      | 4      | 7     |
| 36    | Lituanie                     | 0   | 1      | 5      | 6     |
| 37    | Irlande                      | 0   | 0      | 1      | 1     |
| Total | Total                        | 934 | 933    | 1 839  | 3 706 |